# Lloros
Els lloros són ocells que es troben a la majoria de zones càlides i tropicals, dins l'ordre dels psitaciformes. Se'ls sol agrupar en dues famílies: els psitàcids (lloros autèntics) i els cacatuids (cacatues). Els trets típics dels lloros inclouen un fort bec corbat, una postura erecta, potes fortes, i peus zigodàctils amb urpes. La majoria de lloros són principalment verds, amb altres colors brillants, i algunes espècies són multicolors. La majoria de lloros són monomòrfics o presenten un dimorfisme sexual mínim.
Algunes espècies poden imitar la veu humana i altres sons, tot i que no tenen cordes vocals, sinó que posseeixen un òrgan vocal a la base de la tràquea conegut com a siringe.

## Distribució i hàbitat
Generalment viuen en regions tropicals o càlides. Els lloros s'estenen per l'hemisferi sud, a més de la regió tropical i subtropical de l'hemisferi nord, distribuïts pel sud d'Àsia, l'Àfrica subsahariana, Oceania, Amèrica del Sud i central, i en el passat hi havia una espècie nativa d'Amèrica del Nord, el lloro de Carolina extint en època històrica. Encara que les majors poblacions natives són les d'Austràlia, Àsia, Amèrica del Sud i Amèrica Central. Els lloros ocupen un gran espectre d'hàbitats des de la selva humida tropical fins als deserts de l'interior d'Austràlia.
Moltes espècies del grup estan classificades en perill d'extinció. La captura de lloros salvatges per al trànsit de mascotes (que pateixen més que les altres aus), la destrucció del seu hàbitat i la competència amb espècies invasores, han disminuït les poblacions salvatges. Aquesta combinació de factors ha expulsat a moltes espècies de la major part de l'àrea de distribució que tenien a principis del segle xx. Molt pocs dels exemplars trets del seu hàbitat natural sobreviuen a la seva captura, transport i l'estrès que pateixen en captivitat. Les mesures preses per conservar l'hàbitat d'algunes d'aquestes espècies carismàtiques i cridaneres també han protegit a altres espècies del mateix ecosistema.